# Smerinthus albescens
Smerinthus albescens är en fjärilsart som beskrevs av Tutt 1902. Smerinthus albescens ingår i släktet Smerinthus och familjen svärmare. Inga underarter finns listade i Catalogue of Life.